# 塞里尼亚-杜斯平图斯
塞里尼亚-杜斯平图斯是巴西北大河州的一个市镇。总面积122.644平方公里，总人口4263人，人口密度34.8人/平方公里。